# Valentin Roeser
Pour les articles homonymes, voir Roeser (homonyme).
Valentin Roeser (né vers 1735 à Thuringe en Allemagne, décédé le 1er mars 1780 à Paris) est un compositeur et clarinettiste allemand ayant fait carrière en France.

## Biographie
Valentin Roeser est né en Allemagne vers 1735. On ne connaît que peu de données biographiques. Selon Wilibald Gurlitt dans le Riemann Musiklexikon, Valentin Roeser pourrait avoir été un élève du compositeur Johann Stamitz. Il a travaillé dans différentes cours princières. 
Valentin Roeser arrive à Paris vers 1754 ou 1755 à la même  période que  Johann Stamitz et y joue le  sextuor pour deux clarinettes, deux cors et deux bassons de ce compositeur, ainsi qu'il le mentionne dans son  « Essai d'instruction à l'usage de ceux qui composent pour la clarinette et le cor » en 1764. 
Il publie à Paris vers 1760 un livret intitulé Principes de Clarinette avec la Tablature des Meilleurs Maitres, par Mr. Valentin Roeser,  qui inclut une tablature pour la clarinette à quatre clefs et six duos.
Selon les annonces du Mercure de France (février 1762, p.155), son œuvre six sonates à trois ou à tout l'orchestre op.1  est disponible à la vente  « chez l'Auteur, rue de Varenne, à l'hôtel de Matignon ».
Ses premières œuvres sont publiées en 1762; Ses trios orchestraux op.1 sont composés à la façon de Johann Stamitz et sont dédiés au Prince de Monaco, pour lequel il est musicien à son service.
La fin du mécénat en Italie et la guerre en Europe centrale (voir : Guerre de Sept Ans, 1756-1763) incitèrent de nombreux musiciens à se rendre à Paris à cette époque.
Il joue et compose avec une certaine activité dont la presse témoigne à Paris pendant les vingt années suivantes jusqu'à sa mort vers 1782.
En 1766, il est présenté comme le clarinettiste virtuose de la chambre du prince de Monaco.
En 1769, il rentre au service du duc d'Orléans, et déménage dans la maison d'un certain M. Lamy, horloger de la rue Fromenteau.
En 1775, il devient pensionné du duc d'Orléans et habite toujours à la même adresse.
Il a fait connaître les œuvres de Léopold Mozart en France.
Roeser est mort à Paris le 1er mars 1780 et en enterré le lendemain au cimetière des étrangers.
Il a un fils Charles Roeser qui édite deux œuvres instrumentales en 1775 et qui a également arrangé quelques pièces d'Antonín Kammel, publiées à Paris vers 1770.

## Œuvres
- 1762, 6 sonates à trois ou à tout l'orchestre, op. 1
- 1762, Sinfonia périodique ', op. 2 [ n° 2 des « 6 symphonies da vari autori », 4e collection d'A. Bailleux, 1762.
- 1766, 6 sinfonies [publiées séparément comme Symphonies périodiques n° 19-24], op. 4
- 1770, 6 sonates, pour 2 violons et basse continue ou mandoline, op. 3.
- 1770, duos faciles, pour 2 violons, op. 6.
- 1770, 12 duos, caprice, pour violons, dans  « Méthode raisonnée ...»
- 1771, 12 sonates très faciles, pour clavecin ou piano, op. 6
- 1772, 6 symphonies, op. 5
- 1773, 12 duos, pour 2 clarinettes, op. 8.
- 1773, Symphonie périodique n° 34 [perdu].
- 1774, 6 sonates … suivies de remarques sur les deux genres de polonaises, pour piano, op. 10.
- 1774, Premier recueil de duo tirés des opéras comiques avec accompagnement de clavecin ou forte piano par Valentin Roeser, Paris, Madame Le Menu. L'idée de ce recueil est heureuse et le choix en est bien fait; mais l'auteur n'auroit pas dû y comprendre un trio et encore moins en supprimer une partie pour le ranger avec les duo, parce que c'est le moindre égard qu'on doive aux hommes d'un vrai mérite que de laisser leurs ouvrages tels qu'ils sont. (BNF 39791535)
- 1775, 6 sonates [...] et 6 ariettes, pour piano avec accompagnement de violon, op. 11.
- 1775, 6 quatuors, pour clarinette ou hautbois, violon, alto, basse continue, op. 12.
- 1775, Suite de duos de violon, op. 13.
- s.d., Trio, pour 3 clarinettes.
- 1776, 6 simphonies à grand orchestre, op. 12.
- s.d.,  6 sonates, pour violon et basse continue.
- 1776, 6 sonates, pour 2 violons, op. 2.
- s.d., 12 petits airs, pour 2 clarinettes ou violons, op. 2.
- 1777, Sous les lois, sur un poème de M. H. de L., romance, pour voix soliste et basse continue (publié dans le « Mercure de France » en juin 1777).
- 1779, Twelve Easy Lessons for the piano Forte.
- 1781, Recueil d'airs d'opéra comique, pour 2 clarinettes.

## Arrangements
En plus de son travail de composition, il a réalisé de nombreux arrangements.
- Giovanni Paisiello: Ouverture des Deux Comtesses..., arrangée en quatuor pour deux violons, alto et basse ou pour toute l'orchestre par M. Roeser... (Paris : Richomme, 1779) (BNF 14782524)

## Ouvrages
- Principes de Clarinette avec la Tablature des Meilleurs Maitres, par Mr. Valentin Roeser. (Paris, ca. 1760)[2]
- Essai d'instruction à l'usage de ceux qui composent pour la clarinette et le cor. Avec quelques remarques sur l'harmonie et des exemples à deux clarinettes, deux cors, et deux bassons, par Mr. Valentin Roeser. (Paris : Le Menu, 1764)[1]
- L'art de toucher le clavecin selon la manière perfectionnée des modernes, (Paris : Le Menu, 1764) (traduction de « Die Kunst das Klavier zu spielen » de Friedrich Wilhelm Marpurg, 1750).
- Méthode raisonnée pour apprendre à jouer du violon, (Paris : Le Menu, 1770) (traduction de « Gründliche Violinschule » de Léopold Mozart).
- Divers exercices (gammes et duos) pour le basson, la clarinette, le serpent, le hautbois, la flûte traversière; Tous publiés chez Le Menu entre 1769 et 1777.